# Gaby - Una storia vera
 Gaby - Una storia vera (Gaby: A True Story) è un film del 1987 diretto da Luis Mandoki, basato sulla vita di Gabriela Brimmer, che ha collaborato alla sceneggiatura. 

## Trama
Nata in Messico da facoltosi genitori ebrei sopravvissuti all'Olocausto, Gaby Brimmer è affetta da una forma di paralisi congenita che, pur impedendole di camminare e di controllare espressioni facciali e postura, non ha leso né il suo udito né le sue capacità cognitive: impossibilitata a parlare, impara sin da bambina a comunicare muovendo l'alluce della gamba sinistra – l'unica parte del corpo sulla quale ha controllo - su una tavola con disegnate le lettere dell'alfabeto, e poi con la macchina da scrivere. Gaby viene accudita da una domestica estremamente paziente, Florencia, che diventerà la sua inseparabile chaperon e la sua interprete. La Brimmer, crescendo, si dimostra un'adolescente molto volitiva, che non ha paura di formulare risposte anche sfacciate alle domande dei suoi insegnanti, prontamente riferite dalla sua devota accompagnatrice. Dopo una breve storia d'amore con Fernando, un coetaneo disabile, la ragazza riuscirà con il tempo a concludere una brillante carriera scolastica e a pubblicare articoli.

## Riconoscimenti
- 1988 - Premio Oscar
  - Candidatura alla miglior attrice non protagonista a Norma Aleandro
- 1988 - Golden Globe
  - Candidatura alla miglior attrice in un film drammatico a Rachel Chagall